# Tommy Stubbs
Tommy Stubbs (* 26. Februar 1990) ist ein englischer Boxer.

## Werdegang
Tommy Stubbs wuchs in Oldham auf und begann als Kind zunächst mit Jiu Jitsu. Er wechselte aber schon bald zum Boxen, damals war er sieben Jahre alt. Er wurde dazu Mitglied des ABC Northside Oldham. Seine wichtigsten Trainer waren bisher Jim Davison und Joe Pennington. Im Alter von elf/zwölf Jahren betätigte er sich auch im Tanzsport und hat seitdem den Spitznamen „Tango Kid“. Die ersten Erfolge des im Ring einen unkonventionellen Stil pflegenden Tommy Stubbs stellten sich im Jahre 2008 ein.
Er wurde 2008, gerade 18 Jahre alt, mit einem Punktsieg im Finale über Ben Fowl englischer Meister im Papiergewicht (Gewichtsklasse bis 48 kg), belegte aber bei den Juniorenmeisterschaften 2008 von Großbritannien in derselben Gewichtsklasse nur den dritten Platz, weil er im Halbfinale gegen Robert Wright aus Schottland nach Punkten verlor. 2008 vertrat er England auch erstmals bei internationalen Meisterschaften, den Commonwealth-Jugend-Spielen in Pune/Indien. Er kam dort zu einem Abbruchsieg in der 4. Runde über Ricardo Blackman, Barbados, unterlag aber im Viertelfinale gegen Nano Singh aus Indien nach Punkten (5:17) und belegte den fünften Platz. 
2009 wurde Tommy Stubbs mit einem Punktsieg im Endkampf über Darren Langley (13:8) wieder englischer Meister im Papiergewicht. Anschließend siegte er auch bei den Meisterschaften der Europäischen Union in Odense/Dänemark im Papiergewicht. Im Endkampf siegte er dabei über den polnischen Spitzenboxer Łukasz Maszczyk klar nach Punkten (15:3). Er wurde daraufhin auch bei den Weltmeisterschaften dieses Jahres in Chicago eingesetzt, verlor aber dort schon seinen ersten Kampf gegen Ronald Seruga aus Uganda nach Punkten (2:11), womit er ausschied und mit dem 17. Rang zufrieden sein musste.
2010 wurde er mit einem Punktsieg über Ben Fowl (7:3) erneut englischer Meister im Papiergewicht. Bei den Europameisterschaften in Moskau siegte er zunächst über Marius Vysniauskas aus Litauen nach Punkten (9:3), verlor aber dann im Viertelfinale gegen Paddy Barnes aus Irland nach Punkten (1:9) und belegte damit den fünften Platz. Bei den Commonwealth-Spielen in New Delhi startete Tommy Stubbs erstmals im Fliegengewicht. Er verlor dort nach großem Kampf im Achtelfinale gegen Andrew Selby aus Wales (1:1+) knapp nach Punkten und erreichte deshalb nur den neunten Platz. Gegen den gleichen Boxer konnte er im November 2010 bei den Meisterschaften von Großbritannien in Manchester Revanche nehmen. Es gelang ihm dort Selby im Finale knapp nach Punkten zu schlagen (10:9). 
2011 startete Tommy Stubbs bisher bei drei wichtigen internationalen Turnieren, von denen er keines gewinnen konnte, diese aber mit sehr guten Platzierungen abschloss. Bei den Boxeuropameisterschaften 2011 in Ankara kam er nicht zum Einsatz. Das nächste große Ziel von Tommy Stubbs dürfte die Teilnahme bei den Olympischen Spielen 2012 in London sein. Sein härtester Gegner für die Qualifikation für diese Spiele wird wohl der Europameister von 2011 Andrew Selby sein.

## Internationale Erfolge
| Jahr | Platz | Wettbewerb                                                | Gewichtsklasse | Ergebnis |
| 2008 | 5.    | 3. Commonwealth-Jugend-Spiele in Pune/Indien              | Papier         | nach RSC-Sieg in der 4. Runde über Ricardo Blackman, Barbados und einer Punktniederlage gegen Nano Singh, Indien |
| 2009 | 1.    | Meisterschaften der Europäischen Union in Odense/Dänemark | Papier         | nach Punktsieg über Łukasz Maszczyk, Polen (15:3)                                                                |
| 2009 | 17.   | WM in Chicago                                             | Papier         | nach Punktniederlage gegen Ronald Serugo, Uganda (2:11)                                                          |
| 2010 | 5.    | EM in Moskau                                              | Papier         | nach Punktsieg über Marius Vysniauskas, Litauen (9:3) und Punktniederlage gegen Paddy Barnes, Irland (1:8)       |
| 2010 | 9.    | Commonwealth-Spiele in New Delhi                          | Fliegen        | nach Punktniederlage gegen Andrew Selby, Wales (1:1+)                                                            |
| 2011 | 3.    | 62. Strandja-Memorial in Pazardzhik/Bulgarien             | Fliegen        | nach Punktsieg über Narek Abgarjan, Armenien (7:0) und Punktniederlage gegen Robeisy Ramírez, Kuba (2:3)         |
| 2011 | 3.    | Chemie-Pokal in Halle (Saale)                             | Fliegen        | nach Punktsieg über Hamza Touba, Deutschland (3:0) und Punktniederlage gegen Li Chao (Boxer), China (4:4+)       |
| 2011 | 2.    | 30. Gee-Bee-Tournament in Helsinki                        | Fliegen        | nach Punktsieg über Wael al-Khaghani, Finnland (8:1) und Punktniederlage gegen Michael Conlon, Irland (5:11)     |

## Länderkämpfe
| Jahr | Ort              | Begegnung                        | Gewichtsklasse | Ergebnis                                     |
| 2008 | Gyöngyös         | Ungarn gegen England             | Papier         | Punktsieg über Tibor Nádori                  |
| 2008 | Hajdúszoboszló   | Ungarn gegen England             | Papier         | Punktsieg über Tibor Nádori                  |
| 2008 | Dublin           | Irland gegen England Junioren    | Papier         | Punktsieg über Declan Geragthy (9:8)         |
| 2011 | Frankfurt (Oder) | Deutschland gegen Großbritannien | Fliegen        | Punktniederlage gegen Hamza Touba (11:11+)   |
| 2011 | Schwedt/Oder     | Großbritannien gegen Irland      | Fliegen        | Punktniederlage gegen Michael Conlon (10:15) |

## Nationale Meisterschaften
| Jahr | Platz | Meisterschaften von       | Gewichtsklasse | Ergebnis                                                                                  |
| 2008 | 1.    | England                   | Papier         | nach Punktsiegen über Anthony Dillon (18:5), Ross Downie (20:5) und Ben Fowl (6:2)        |
| 2008 | 3.    | Großbritannien (Junioren) | Papier         | nach Punktniederlage geen Robert Wright, Schottland (1:7)                                 |
| 2009 | 1.    | England                   | Papier         | nach Punktsiegen über Anthony Dillon (13:4), Sammy Smith (17:5) und Darren Langley (13:8) |
| 2010 | 1.    | England                   | Papier         | nach Punktsiegen über Sammy Smith (3:1), Anthony Dillon (11:9) und Ben Fowl (7:3)         |
| 2010 | 1.    | Großbritannien            | Fliegen        | nach Punktsiegen über Adam Whitfield, England (12:0) und Andrew Selby, Wales (10:9)       |

## Erläuterungen
- WM = Weltmeisterschaften, EM = Europameisterschaften
- Gewichtsklassen: Papiergewicht (auch Halbfliegengewicht) bis 48 kg, Fliegengewicht, bis 2010 bis 51 kg, seit 2011 bis 52 kg Körpergewicht
- RSC = Referee Stops Contest = Abbruchsieg